# Bocchi the Rock!
Bocchi the Rock! (ぼっち・ざ・ろっく!?, Botchi za Rokku!) è un manga scritto e disegnato da Aki Hamaji, serializzato in formato yonkoma sulla rivista Manga Time Kirara Max di Hōbunsha a partire dal 19 dicembre 2017. Un adattamento anime, prodotto da CloverWorks, è stato trasmesso in Giappone dal 9 ottobre al 25 dicembre 2022. Una seconda stagione è stata annunciata.

## Trama
Bocchi the Rock! vede come protagonista Hitori "Bocchi" Gotō, una studentessa del liceo molto timida e introversa, appassionata di musica rock. Sin dalla tenera età Bocchi ha imparato a suonare la chitarra elettrica, chiudendosi in uno stanzino per fare pratica e caricando cover di canzoni famose sui social con lo pseudonimo Guitarhero, riscuotendo un discreto successo. Il suo carattere chiuso e la sua ansia sociale, tuttavia, la portano a non avere amici e a non poter comunicare con gli altri, rendendo irrealizzabile il suo grande sogno di entrare a far parte di una band. La vita di Bocchi prende una svolta improvvisa quando incontra per caso Nijika Ijichi, una ragazza che suona la batteria nel gruppo Kessoku Band, composto da lei, dalla bassista Ryou Yamada e dalla vocalist Ikuyo Kita, alla disperata ricerca di un chitarrista. La band si esibisce al locale STARRY a Shimokitazawa, che è gestito dalla sorella maggiore di Nijika.

## Personaggi

### Kessoku Band

Ikuyo, Ryō, Hitori e Nijika nella sigla d'apertura dell'anime

Kessoku Band (結束バンド?, Kessoku Bando) è la band delle quattro ragazze: si esibisce allo STARRY, un locale situato a Shimokitazawa, poco lontano da Shibuya. I cognomi dei membri della Kessoku Band sono i medesimi degli artisti dell'Asian Kung-Fu Generation, un gruppo J-rock realmente esistente.
Hitori Gotō (後藤 ひとり?, Gotō Hitori) / Bocchi (ぼっち?)
Doppiata da: Yoshino Aoyama (ed. giapponese), Deborah Morese (ed. italiana)
Hitori, soprannominata Bocchi, è la protagonista e principale chitarrista della Kessoku Band. Estremamente timida e introversa, Bocchi non ha avuto amici prima di entrare nel gruppo e spesso si dissocia dalla realtà per perdersi nei suoi pensieri o nelle sue paranoie, destando la preoccupazione delle sue compagne di band. Tuttavia, è anche una chitarrista estremamente dotata, ed è una ragazza gentile malgrado la sua immensa ansia sociale. Ovviamente senza che sia visibile la sua faccia, pubblica video in cui suona la chitarra online, con lo pseudonimo di Guitarhero; delle sue amiche, Nijika è l'unica a sapere che in realtà Guitarhero è Hitori.
Nijika Ijichi (伊地知 虹夏?, Ijichi Nijika)
Doppiata da: Sayumi Suzushiro (ed. giapponese), Laura Cherubelli (ed. italiana)
Nijika è la batterista della Kessoku Band. Estroversa, solare e determinata, incontra per caso Bocchi e la spinge ad entrare nella band. Sua sorella Seika gestisce il locale STARRY. Per gratitudine nei confronti di sua sorella, che l'ha cresciuta data la morte prematura della madre, Nijika prosegue l'attività appassionatamente, con l'aiuto della sua migliore amica Ryō, che è invece piuttosto apatica e svogliata. Nijika è molto altruista, ama supportare le amiche e tiene unito il gruppo, anche grazie al suo carattere dolce, positivo ed equilibrato. Non è brava a cantare. È l'unica a conoscere il segreto di Bocchi, che pubblica video online con lo pseudonimo Guitarhero.
Ryō Yamada (山田 リョウ?, Yamada Ryō)
Doppiata da: Saku Mizuno (ed. giapponese), Sara Ballerani (ed. italiana)
Ryō è la bassista della Kessoku Band. Grande cultrice di musica, è riservata, solitaria, sarcastica e schietta, non risparmiando i suoi giudizi verso le altre componenti della band e mancando spesso di tatto. Poiché spende tutto il suo stipendio nell'acquisto di bassi e altri strumenti, spesso si ritrova al verde. In tali situazioni non le dispiace andare a scrocco, e inoltre è abbastanza pigra, svogliata e apatica; ciononostante, è da sempre grande amica di Nijika, che la aiuta molto anche nello studio. A differenza di Hitori, Ryō non soffre di ansia sociale, ma ama semplicemente stare in solitudine, rifiutando di partecipare alle attività sociali e preferendo la tranquillità.
Ikuyo Kita (喜多 郁代?, Kita Ikuyo)
Doppiata da: Ikumi Hasegawa (ed. giapponese), Gaia Chiaro (ed. italiana)
Ikuyo è la cantante e chitarrista della Kessoku Band. Molto popolare a scuola e sui social, emana una grande quantità di energia positiva, che le altre componenti della band definiscono "Kit-aura". Inizialmente, è entrata a far parte della band solo per poter stare con Ryō Yamada, di cui è follemente innamorata. È sempre la più estroversa ed energica del gruppo, a livelli estremi, tanto da risultare stancante di fronte a soggetti molto introversi come Bocchi e Ryō. Nonostante questo, è molto gentile, altruista e di supporto, specialmente nei confronti di Bocchi, che aiuta anche nello studio. Kita è sempre pronta a vivere avventure e divertirsi, ma è anche responsabile e brava negli studi; tuttavia, ha inizialmente difficoltà ad approcciarsi agli strumenti musicali. Oltre che chitarrista ritmica, diventa anche cantante principale del gruppo. Odia essere chiamata per nome.

## Media

### Manga
Bocchi the Rock! è scritto e disegnato da Aki Hamaji. La pubblicazione è iniziata il 19 dicembre 2017 sulla rivista Manga Time Kirara Max di Hōbunsha come contributo esterno. La serializzazione vera e propria è iniziata sulla medesima rivista il 19 marzo 2018. Al 25 ottobre 2024 sono disponibili in Giappone sette volumi.
In Italia i diritti della serie sono stati acquistati da Ishi Publishing che la pubblica a partire dal 30 novembre 2023. La traduzione dei testi è curata da Davide Campari, mentre il lettering è realizzato da Matteo Trionfi.
| Nº | Data di prima pubblicazione | Data di prima pubblicazione | Data di prima pubblicazione | Data di prima pubblicazione                                                |
| Nº | Giapponese                  | Giapponese                  | Italiano                    | Italiano                                                                   |
| -- | --------------------------- | --------------------------- | --------------------------- | -------------------------------------------------------------------------- |
| 1  | 27 febbraio 2019            | ISBN 978-4-8322-7072-5      | 30 novembre 2023            | ISBN 979-1-281-31643-0                                                     |
| 2  | 27 febbraio 2020            | ISBN 978-4-8322-7170-8      | 28 febbraio 2024            | ISBN 979-1-281-31644-7 (ed. regolare) ISBN 979-1-281-31645-4 (ed. variant) |
| 3  | 25 febbraio 2021            | ISBN 978-4-8322-7252-1      | 2 maggio 2024               | ISBN 979-1-281-31646-1                                                     |
| 4  | 26 agosto 2022              | ISBN 978-4-8322-7388-7      | 4 luglio 2024               | ISBN 979-1-281-31647-8                                                     |
| 5  | 26 novembre 2022            | ISBN 978-4-8322-7419-8      | 20 settembre 2024           | ISBN 979-1-281-31648-5                                                     |
| 6  | 25 agosto 2023              | ISBN 978-4-8322-7477-8      | 30 luglio 2025              | ISBN 979-1-281-31696-6                                                     |
| 7  | 25 ottobre 2024             | ISBN 978-4-8322-9581-0      | —                           | —                                                                          |

### Anime
L'anime di Bocchi the Rock! è stato annunciato il 18 febbraio 2021 dall'account Twitter di Manga Time Kirara Max. Prodotta da CloverWorks, l'opera è stata diretta da Keiichirō Saitō, con Yūsuke Yamamoto nel ruolo di assistente. Erika Yoshida è la sceneggiatrice dell'anime, mentre Kerorira è responsabile del character design. Tomoki Kikuya è il compositore della musica. In Giappone la serie è iniziata il 9 ottobre 2022 e finì il 25 dicembre dello stesso anno ed è stata trasmessa settimanalmente sulle principali reti televisive giapponesi come Tokyo MX e BS11. Bocchi the Rock! è stato trasmesso in occidente in streaming da Crunchyroll. Il doppiaggio italiano è stato pubblicato il 22 aprile 2025. Il doppiaggio italiano è curato da Molok Studios di Milano sotto la direzione di Jacopo Calatroni. L'adattamento dei dialoghi dell'edizione italiana è stato realizzato da Anna Papace e Elena Rovati.
Un film riassuntivo è stato annunciato il 21 maggio 2023, diviso in due parti, pubblicate rispettivamente il 7 luglio e 9 agosto. Le due parti son state pubblicate su Crunchyroll il 14 febbraio 2025 come BOCCHI THE ROCK! Recap Part 1 e BOCCHI THE ROCK! Recap Part 2, senza sottotitoli in italiano al contrario della serie, due giorni prima dell'uscita in Blu-ray e DVD.
Una seconda stagione è stata annunciata all'evento live We Will B della Kessoku Band il 15 febbraio 2025. Yūsuke Yamamoto dirige la stagione, mentre Keimon Oda è il character designer con Kerorira.
| Nº | Titolo italiano Giapponese 「Kanji」 - Rōmaji | In onda          | In onda        |
| Nº | Titolo italiano Giapponese 「Kanji」 - Rōmaji | Giapponese       | Italiano       |
| 1  | Falling Bocchi 「転がるぼっち」 - Korogaru Botchi | 9 ottobre 2022   | 22 aprile 2025 |
| 1  | Hitori Gotō è una ragazza estremamente introversa che ha difficoltà a interagire socialmente. Quando vede un'intervista a una rock band in TV, decide di iniziare a suonare la chitarra, pensando che le farà avere più amicizie. Purtroppo, la sua ansia sociale le impedisce di stringere relazioni per tutta la scuola media, ma ottiene un certo successo suonando cover di canzoni popolari e pubblicandole online con lo pseudonimo di "guitarhero". Dopo aver faticato a essere socievole durante il primo anno di liceo, una ragazza di nome Nijika Ijichi la supplica di sostituire un chitarrista che ha lasciato il suo gruppo prima che la band suonasse il loro concerto. Hitori segue Nijika in un bar underground e incontra l'altra sua compagna di band, Ryō Yamada, che suona il basso. Nonostante la sua scarsa performance dal vivo, Hitori è contenta che gli altri le abbiano dato il soprannome di "Bocchi" e che siano fan di lei online (anche se non sanno che Hitori è guitarhero). Tuttavia, Hitori corre a casa poco dopo il concerto, sentendosi esausta per le varie interazioni sociali di quel giorno. |                  |                |
| 2  | Ci vediamo domani! 「また明日」 - Mata ashita | 16 ottobre 2022  | 22 aprile 2025 |
| 2  | Bocchi impara rapidamente quanto spesso i locali facciano pagare le esibizioni alle band in base al numero di biglietti venduti. Avendo bisogno di soldi per compensare la scarsa performance, la band decide di cercare lavoro nello stesso locale in cui si è appena esibita, dato che la sorella maggiore di Nijika, Seika, è la manager. Bocchi cerca di prendersi un raffreddore per evitare di dover lavorare e interagire con la gente, ma alla fine si riprende abbastanza bene da andarci comunque. Nonostante il disagio nel versare e servire drink in un locale pieno, riesce a superare la giornata lavorativa e si ispira guardando un'altra band esibirsi. Tuttavia, il giorno dopo, entusiasta di tornare, si becca un vero raffreddore. |                  |                |
| 3  | Arrivo subito 「馳せサンズ」 - Hase sanzu | 23 ottobre 2022  | 22 aprile 2025 |
| 3  | Bocchi cerca di trovare il coraggio di chiedere alla sua coetanea, Ikuyo "Kita" Kita, di diventare cantante e chitarrista di supporto della band. Kita vuole l'aiuto di Bocchi per imparare a suonare la chitarra per avvicinarsi a Ryō. Tuttavia, mentre le due si dirigono a Shimokitazawa, Kita va nel panico dopo aver visto Nijika e Ryō, poiché era stata lei la chitarrista a fuggire prima del loro precedente concerto. La manager convince Kita a lavorare al club e lei fa subito una buona impressione sulle altre, sebbene Bocchi provi invidia. Kita non pensa di poter entrare nella band dopo essere scappata in precedenza, ma dopo aver lavorato al concerto, le altre ragazze la convincono a riprovarci. |                  |                |
| 4  | Jumping Girl(s) 「ジャンピングガール（ズ）」 - Janpingu gāru(zu) | 30 ottobre 2022  | 22 aprile 2025 |
| 4  | A Bocchi viene assegnato il compito di scrivere il testo di una nuova canzone originale, cercando di entrare nella mentalità di una persona estroversa. Il giorno dopo, la band decide di andare al parco in cerca di ispirazione e di aumentare la propria presenza sui social media con alcune foto di gruppo. Tuttavia, Bocchi ha un crollo emotivo al pensiero di trasformarsi in una "persona in cerca di attenzioni" online. Più tardi, Bocchi incontra Ryō in un piccolo caffè e scopre che quest’ultima faceva parte di un'altra band, ma se n'è andata perché ha pensato che si stessero svendendo per seguire le mode del momento. Quella sera, Bocchi trova l'ispirazione per scrivere una nuova canzone e spera di scattare altre foto con la sua band. |                  |                |
| 5  | Il pesce che non sa volare 「飛べない魚」 - Tobenai sakana | 6 novembre 2022  | 22 aprile 2025 |
| 5  | Nijika è sconvolta nello scoprire che Seika non li lascerà tornare sul palco per il prossimo concerto del club senza prima aver fatto un'audizione; la band decide di concentrarsi sulle prove del nuovo brano originale per la settimana successiva. La band riesce a superare l'audizione, con Seika che racconta a bassa voce all'amica di aver inizialmente bloccato la band di Nijika per motivarli a impegnarsi di più. Bocchi è terrorizzata dopo aver saputo che dovrà vendere personalmente almeno cinque biglietti per aiutare la band a pareggiare i conti con la quota di riserva del locale. |                  |                |
| 6  | Otto punti di vista 「八景」 - Hakkei | 13 novembre 2022 | 22 aprile 2025 |
| 6  | Bocchi si trova ad affrontare un compito difficile dopo essersi resa conto che le uniche persone vicine a lei che possono comprarle i biglietti sono i suoi genitori; il suo orgoglio le impedisce di chiedere il loro aiuto per vendere gli altri. Mentre siede in un parco in preda alla malinconia, una donna alcolizzata, Kikuri Hiroi, le passa accanto barcollando; nella conversazione che segue, rivela di suonare il basso in un'altra band e, per ringraziare Bocchi di averle comprato da bere, organizza con lei un concerto improvvisato per strada per aiutarla a vendere i biglietti rimasti. Al termine dell'esibizione, un paio di ragazze comprano due biglietti da Bocchi, e Kikuri compra il terzo e ultimo. Mentre guarda uno spettacolo pirotecnico, Bocchi risponde alle sue compagne di band di aver venduto tutti i biglietti, ma loro pensano che stia mentendo per salvare la faccia. |                  |                |
| 7  | A casa tua 「君の家まで」 - Kimi no ie made | 20 novembre 2022 | 22 aprile 2025 |
| 7  | Nijika e Kita decidono di andare a casa di Bocchi per valutare i disegni per le magliette che indosseranno al concerto. Dato che è la prima volta che Bocchi invita qualcuno a casa sua, esagera con le decorazioni confondendo i suoi compagni di band; i suoi genitori, pur non credendo che Bocchi abbia davvero degli amici, trascorrono del tempo con il gruppo. La sera, si rendono conto di aver passato l'intera giornata senza trovare un disegno e decidono di usare il semplice disegno iniziale di Nijika per le magliette. Sfortunatamente, un tifone cambia improvvisamente rotta, avvicinandosi a Tokyo proprio il giorno della loro esibizione dal vivo. |                  |                |
| 8  | Bocchi the Rock 「ぼっち・ざ・ろっく」 - Botchi za rokku | 27 novembre 2022 | 22 aprile 2025 |
| 8  | Nonostante il tifone abbia ridotto il numero di spettatori previsto, la Kessoku Band prosegue con il suo concerto. Vedendo il pubblico più piccolo e ascoltando i loro commenti poco entusiasti sullo spettacolo, i membri della band, tranne Bocchi, subiscono un duro colpo e commettono diversi errori nel loro numero di apertura, non presenti all'audizione. Incapace di accettare la situazione, Bocchi esegue un assolo di chitarra improvvisato, risvegliando le ragazze dal loro torpore e permettendo loro di suonare con successo per il resto del concerto. Alla fine, Nijika dice a Bocchi di aver capito la sua identità di "guitarhero". Bocchi si scusa, affermando di aver voluto rivelare la sua identità dopo essere migliorata per non deludere i suoi fan. Tuttavia, Nijika afferma di credere che con Bocchi al loro fianco, i suoi sogni di seguire le orme di Seika e rendere famosa la sua live house si realizzeranno, a patto che continui a mostrare ai suoi compagni di band e al pubblico come "Bocchi the Rock" spacca sul palco.                                                                       |                  |                |
| 9  | La scala mobile di Enoshima 「江ノ島エスカー」 - Enoshima esukā | 4 dicembre 2022  | 22 aprile 2025 |
| 9  | Alla fine delle vacanze estive, Bocchi è profondamente depressa e delusa dal fatto che nessuno dei membri della band l'abbia invitata come tutti i liceali dovrebbero fare, così la invitano sulla costa di Enoshima per compassione, per creare ricordi indimenticabili. Ma la loro escursione porta con sé diversi imprevisti, tra cui essere aggrediti da sconosciuti, perdere altri soldi con Ryō, essere attaccati da nibbi neri e sviluppare diversi dolori muscolari il giorno dopo aver salito la lunga scalinata che porta al santuario di Enoshima. Nonostante questo, Bocchi si diverte al punto da desiderare di tornare al primo giorno d'estate. |                  |                |
| 10 | Quando cala la notte 「アフターダーク」 - Afutā dāku | 11 dicembre 2022 | 22 aprile 2025 |
| 10 | Bocchi viene a sapere che la sua scuola accetta band per suonare al loro prossimo festival culturale, ma non riesce a consegnare il modulo di domanda per la Kessoku Band. Kita consegna il modulo per lei, ma in seguito si sente in colpa dopo aver visto la reazione di Bocchi. Kikuri si presenta più tardi allo Starry e invita la Kessoku Band a vedere la sua band, i "Sick Hack", esibirsi dal vivo in un club di Shinjuku chiamato Folt, dove suonano uno stile rock più psichedelico. Dopo il concerto, Kikuri racconta a Bocchi di essere stata anche lei una ragazza solitaria e reclusa durante gli anni della scuola, convinta che suonare la chitarra l'avrebbe resa popolare, e di aver bevuto per gestire i nervi il giorno della sua prima esibizione dal vivo. Kikuri promette quindi di andare a vedere il prossimo concerto di Bocchi nella sua scuola. Bocchi dice poi a Kita che non vede l'ora che arrivi il festival. |                  |                |
| 11 | Tramonto duodecimale 「十二進法の夕景」 - Jūnishinhō no yūkei | 18 dicembre 2022 | 22 aprile 2025 |
| 11 | Durante il primo giorno del festival culturale, Bocchi si nasconde in un angolo appartato della scuola e si rende conto di non aver aggiornato il suo account video da "guitarhero" da un po', temendo che i suoi fan online la lasceranno senza niente se non pubblicherà presto. Le compagne di Bocchi riescono a trovarla e le quattro si divertono a visitare la scuola prima di riportarla in classe, mentre cercava di temporeggiare per sfuggire ai suoi doveri al bar delle cameriere. Mentre Bocchi fatica a fare il minimo indispensabile come cameriera, le sue compagne di band ottengono più successo quando le compagne di classe di Bocchi le vestono da cameriere e Ryō da maggiordomo. Più tardi, la Kessoku Band dà un'occhiata alla palestra dove si esibirà e Bocchi racconta di come ha preso in prestito la sua vecchia chitarra da suo padre. Il giorno dopo, la famiglia e gli amici della Kessoku Band, più Hiroi, si presentano tra il pubblico mentre salgono sul palco per suonare un set originale. |                  |                |
| 12 | La luce del mattino bacia la tua pelle 「君に朝が降る」 - Kimi ni asa ga furu | 25 dicembre 2022 | 22 aprile 2025 |
| 12 | Durante il concerto, la chitarra di Bocchi suona stonata e una corda si spezza prima del suo assolo, ma riesce a farcela grazie all'improvvisazione di Kita e all'uso di uno dei contenitori di vetro per sakè di Hiroi come un improvvisato collo di bottiglia. Dopo aver finito la canzone, Kita cerca di lasciare la scena a Bocchi, ma Bocchi va nel panico e tenta di fare un tuffo dal palco tra la folla, cadendo a faccia in giù. Dopo essersi ripresa dal concerto, il padre di Bocchi rivela di aver monetizzato segretamente l'account "guitarhero" di Bocchi e le dà i soldi ricavati dagli introiti pubblicitari del canale, dicendole di comprarsi una nuova chitarra. Bocchi va a fare shopping con i suoi compagni di band e, nonostante abbia paura di interagire con lo staff, alla fine decide di acquistare una nuova chitarra con l'aiuto di Kita. |                  |                |